# ویکی‌سفر فارسی
ویکی‌سفر فارسی نسخهٔ زبان فارسی وب‌گاه ویکی‌سفر است، که در تاریخ ۱ اکتبر ۲۰۱۴ ایجاد گردید.
نسخه زبان فارسی ویکی‌سفر در ۲۶ ژانویه ۲۰۱۷، با بیش از ۸٬۴۵۵ راهنمای سفر، در ردهٔ سوم ویکی‌سفرها قرار گرفت.

## تاریخچه
- ۱ اکتبر ۲۰۱۴، (۲۱ آبان ۱۳۹۳) ویکی‌سفر فارسی رسماً راه‌اندازی شد.
- ۲۱ دسامبر ۲۰۱۴، ویکی‌سفر فارسی از رتبه پنجم به رتبه سوم می‌رسد.